# Čumulové
Čumulové nebo Čomulové (turecky Çomullar, persky جمل → Jml, čínsky 暨 – pchin-jinem Čchu-mi, rusky Чуми) byl středověký název jednoho z tureckých etnik. Čumulové byli potomky asijských Hunů čili Siung-nuů a později zakladateli unie Alty-čubů. Patřili do skupiny Středoasijských Hunů, kteří ve 2. století na rozdíl od svých soukmenovců netáhli do Evropy, nýbrž zůstali v Střední Asii. V roce 160 n. l. vytvořili Jüe-panské knížectví, které bylo v roce 490 rozvráceno kmeny Tie-lejů či Kao-kcheů pocházejících z Ting-lingů.
Roku 552 byli začleněni do Turkutského kaganátu (Turkuti) a později do Západoturkutského kaganátu (583-657; známého také jako Západní kaganát "Nebeských Turků" neboli Západní "Gök-turecký" kaganát či Kaganát západních "Tchu-ťüe"), kde se nacházeli v podřízeném postavení.

## Etymologie
Nejlepším historickým zdrojem, kde jsou Čumulové zmíněni, je dílo prof. Jurije Zueva: "Raní Turci: eseje o historii a ideologii". Historik, sociolog a sinolog profesor Jurij Zuev (rusky: Юрий Алексеевич Зуев) odvozuje etymologii jména Čumul z čínské transkripce ethnonymu Čchu-mi , s poznámkou odkazující na společnou invokaci Slunce a Měsíce (kün & aj), že ani buddhistické texty ani Manichejská literatura ani další zdroje obsahující informace o tureckých Manichejcech nenesou vysvětlení genealogie. Je známo, že Čumulové mluvili oguzským dialektem. Později, z dvou části Čujských kmenů – Čolů a Čumulů, vznikly dvě divize Čugajů → : (Čch'-čchi → : Čigilové a Šatchuo-tchu-ťüe → : Čugajští Turci).
V současnosti endoethnonym Čuj-hunských potomků nese turecké označení Čuj kiši, "Čujský lid".

## Krátká historie

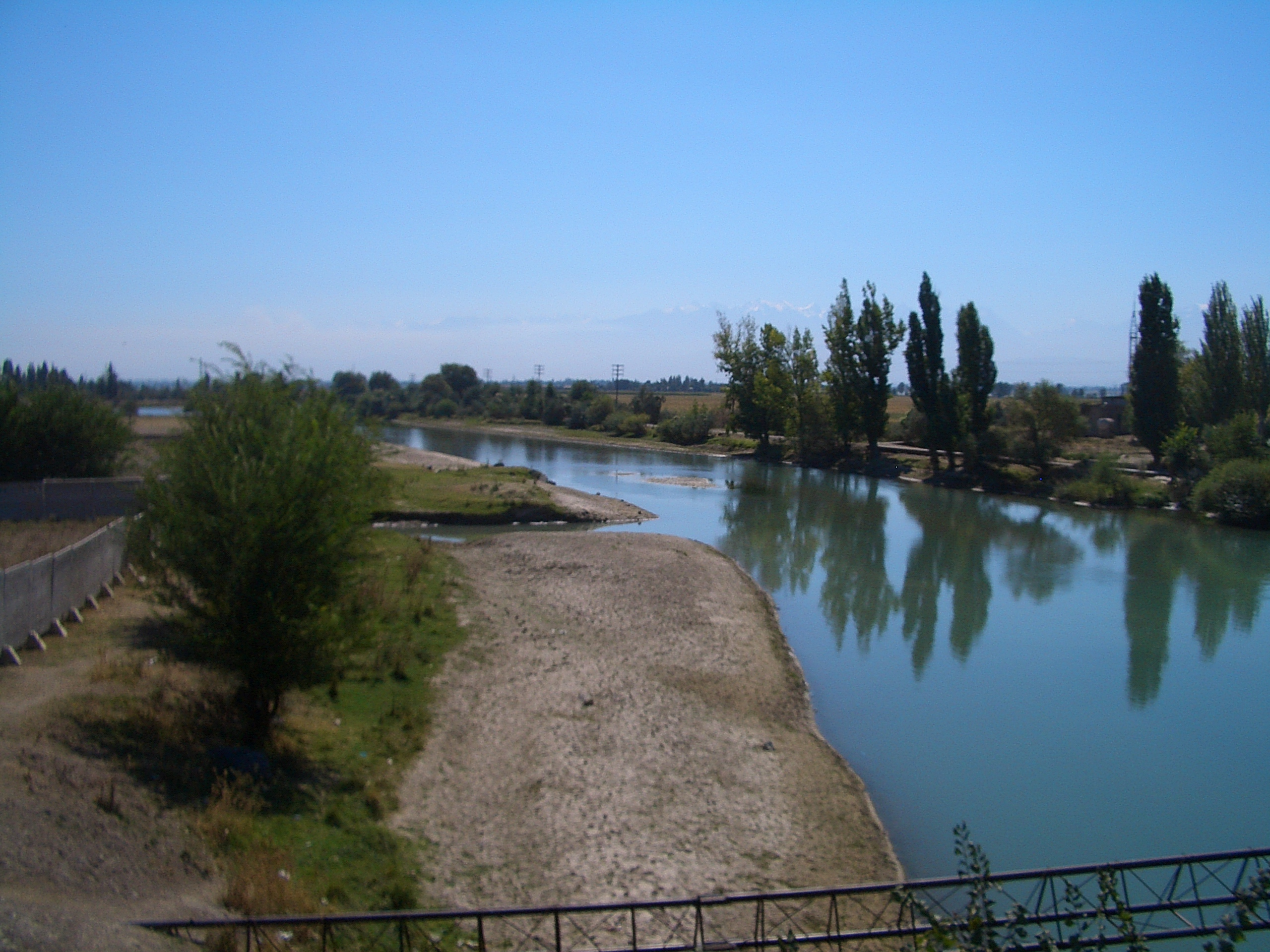
Pohled na řeku Čuj z hraničního mostu v Kordajy (Kazachstán-Kyrgyzstán)

### Souhrn událostí
Starověké čínské zdroje přiřadily nomádské Čumuly ke skupině asijských Hunů, kteří během migrace (93-380) zůstali v Žety-su (česky Sedmiříčí) a ve Východním Turkestánu.
V letech 155 až 166 kočovná konfederace Sjen-pejů (bývalých vazalů Siung-nuů) provedla sérii vojenských tažení proti Severním Siung-nuům, jejichž důsledkem byla porážka, která přinutila Siung-nuy uprchnout k západu. Tím byla odstartována migrace (Stěhování národů) ze Střední Asie a Jižní Sibiře. Pokud hlavní část táhla do Evropy, její menší větev zůstala u Tarbagatajského pohoří.
V roce 160 Středoasijští Hunové využili oslabení Uarů čili Avarů (Heftaliti) a dobyli Žety-su, kde založili Jüe-panské knížectví (čínsky Yueban: běžný název v čínské literatuře), které existovalo až do roku 490.
Někdy po roce 436 Jüe-pani ve snaze o spolupráci s čínskou říší Severní Wej  vyslali k Severowejskému císaři spojenecké poselstvo proti Žuan-žuanům, jejichž říše, ustavena v roce 420, zasahovala na čínské území. Nicméně toto spojenectví nebylo v plné míře uskutečněno. V roce 490 byli Jüe-pani poraženi Wej-chey (15 Ujgurských kmenů), pocházejícími z Tie-lejů, a byli rozděleni do čtyř kmenů:
Čchu-jüe →: Čolové,
Čchu-mi →: Čumulové,
Čchu-mu-kun →: Kimäkové,
Čchu-pan →: Čubani či Slabí Hunové.
Ve středověku Čumulové obývali místa od řeky Čuj přes Balchašské jezero (dobový název: Terin Köl) až po Východní Turkestán.
Když se někteří Uarové vrátili do Žety-su, ve spolupráci s Mukríny  a kmeny Sjen-pejů obsadili Nebeské hory (tj. Ťanšan). Následným sloučením s kmeny Jüe-panů vznikl národ Türgešů.
Po konečném rozbití Žuan-žuanského kaganátu turkuckým velitelem Buminem se stali jeho vazaly, kteří později působili jako úderná síla Turkutů. Od poloviny 7. století nesou turkický název Alty-čubové (Čujské kmeny nebo Čujští Hunové). Část z nich, (Čchu-mu-kuni, tj. Kimäkové) obývala region řeky Irtyš (dobový název: Ertiš). Po kolapsu První Ujgurské říše (v "období bezvládí Turkutů" 630-683 v současném Mongolsku) počala migrace Turkutů (Wej-cheové, 9 Oguzové, Süe-jentchuové, Chuej-chuové atd.).
Po rozpadu Kutlukského kaganátu (Modří Turci) v roce 744 část Čujských Hunů zůstala v jeho nástupnickém státě, Druhém Ujgurském kaganátě (740-840), a další část si udržela svou nezávislost. Během "ujgurského období" se Čujské kmeny konsolidovaly do jádra "sedmi kmenů" známých jako Kimäkové z arabských a perských zdrojů.

### Čumulové v záznamech
Dílo "Hudud al-'Ālam", přeložené v roce 982 – 3, popisuje Čumuly, kteří se v polovině 8. století stali nezávislými a to i přesto, že byli vklíněni mezi Karluky a Türgešy. Jejich pozemky se nacházely na západní straně Tarbagatajského pohoří. V eposu z 11. století n. l., pod názvem Divan-ı Lügati't-Türk (arabsky ديوان لغات الترك), Mahmúd Kašgarský (Mahmud al-Kāshgharī) píše; … plemeno Čumulů, samostatný pouštní národ se samostatným jazykem, velmi dobře mluví turečtinou.

## Teizmus, duchové a čarodějnictví
Žádné zdroje nezmiňují Čuj-hunské náboženství, šamanistické léčby a magie, ale čínské anály zaznamenaly vnitřní náboženské rituály a kouzla. Záznamy o Jüe-panech vyprávějí o čarodějnicích, které byly schopny způsobit mrazy a bouře.